# Мария де Лузиньян (королева Арагона)
Мари́я де Лузинья́н (фр. Marie de Lusignan, исп. María de Lusignan), или Мари́я Ки́прская (фр. Marie de Chypre, исп. María de Chipre; 1273 или 1279—1280, Никосия, Кипрское королевство — 10 сентября 1322, Барселона, Барселонское графство) — аристократка из дома Лузиньянов, дочь Гуго III, короля Кипра и титулярного короля Иерусалима. После длительных переговоров была выдана замуж за короля Хайме II Справедливого; в замужестве — королева Арагона, Валенсии, Сардинии и Корсики, графиня Барселоны. Брак длился семь лет и был бездетным.

## Происхождение
Мария была старшей дочерью короля Кипра Гуго III и Изабеллы Ибелин, дочери коннетабля Ги Ибелина. До восшествия на престол отца принцессы звали Юг де Пуатье. По отцовской линии он принадлежал к дому Рамнульфидов. По материнской — к дому Лузиньянов. После пресечения мужской линии у последних в 1267 году Юг принял фамилию и герб матери, став королём Кипра под именем Гуго III. В 1269 году он также стал королём Иерусалима под именем Гуго I, хотя его владения на Святой Земле ограничивались городом Акра, который в 1291 году захватили мамлюки. Несмотря на падение Акры, короли Кипра продолжили носить титул королей Иерусалима.
Точная дата рождения Марии неизвестна. Вероятно она родилась в 1270-х годах, потому что брак родителей принцессы, закончившийся смертью отца в 1284 году, оставил многочисленное потомство не только мужского, но и женского пола; у Марии были три или четыре младшие сёстры.
В источниках дата её рождения указывается под 1273 или 1279 годом. Согласно сведениям, оставленным никосийским каноником Яковом де Кассиатисом, на момент смерти отца принцессе было около четырёх или пяти лет; следовательно, датой её рождения можно считать время между 1279 и 1280 годами.
Семья Марии скрывала возраст принцессы от послов арагонского короля во время брачных переговоров, утверждая, что ей было меньше двадцати пяти лет. Это был верхний возрастной предел, на который согласился её будущий муж, рассчитывавший на потомство в их браке. На самом деле Мария была старше тридцати лет.

## Матримониальные переговоры и брак
На кортесах в июне 1311 года в Барселоне король Хайме II Справедливый заявил о намерении жениться на кипрской принцессе. Он сделал это через восемь месяцев после смерти второй супруги, королевы Бланки, несмотря на ранее высказанное желание не вступать больше в брак. Матримониальные планы Хайме II были связаны с расширением владений Арагонского дома в Средиземном море. Принцесса, выбранная королём в жёны, должна была стать наследницей бездетного и немощного кипрского короля Генриха II. Со временем брак с ней позволил бы Арагонскому дому контролировать Кипрское королевство, а также получить все титулы дома Лузиньянов и претендовать на их владения на Святой Земле.
Добрачные переговоры, в которых большую роль сыграли рыцари-госпитальеры, длились несколько лет из-за ожидания, какую из сестёр Генрих II назовёт своей наследницей. Хотя союз Хайме II с одной из младших сестёр кипрского короля имел больше шансов на появление потомства, Генрих II провозгласил своей наследницей старшую сестру Марию и её потомков мужского пола, которые должны были править кипрским королевством после смерти своего дяди. Переговоры закончились подписанием соглашения сторонами 1 мая 1314 года.
Брак по доверенности был заключен 15 июня 1315 года в Никосии. Жениха представлял его посланник. Церемонию бракосочетания провёл папский легат Пьер де Плэн-Кассань. Консуммация состоялась после прибытия Марии в Жирону 27 ноября 1315 года.
Её брак был самым престижным из всех матримониальных союзов, заключённым домом Лузиньянов. Он стал первым в череде браков между представителями Арагонского дома и дома Лузиньянов: в 1316 году инфант Фердинанд Мальорский сочетался браком с Марией Изабеллой Ибелин, двоюродной сестрой Марии, в  1317 году брат Марии, король Генрих II женился на инфанте Констанции Сицилийской, племяннице короля Хайме II.
Брак с Марией не принес арагонскому королю политических выгод, на которые тот рассчитывал. С самого начала Хайме II, ожидавший молодую жену, был разочарован из-за возраста третьей супруги. К тому же Мария умерла до Генриха II, не оставив потомства, и наследником кипрского короля стал его племянник Гуго.
Экономические выгоды, полученные Хайме II от брака с Марией, заключались в приданом кипрской принцессы, данным за ней матерью и братом, которое составило сумму в триста тысяч безантов. Во время брачных переговоров арагонский король рассчитывал на сумму в пятьсот тысяч безантов. Приданое было дано серебряными монетами Кипрского королевства, так называемыми «белыми безантами», каждая из которых содержала 3,84 грамма серебра.

## Смерть и погребение

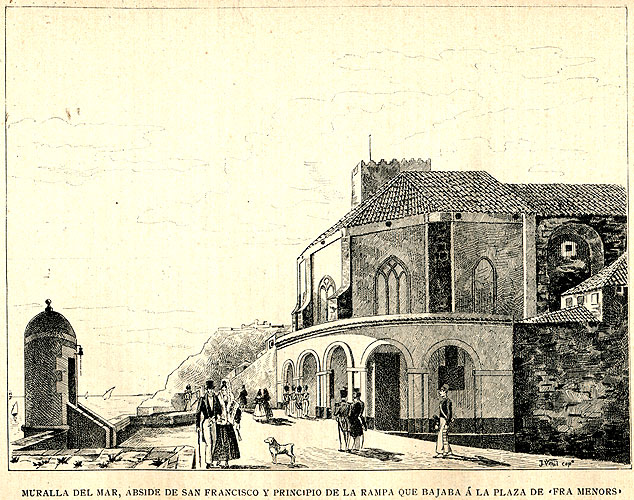
Место первого погребения королевы Марии де Лузиньян — церковь Святого Франциска в Барселоне

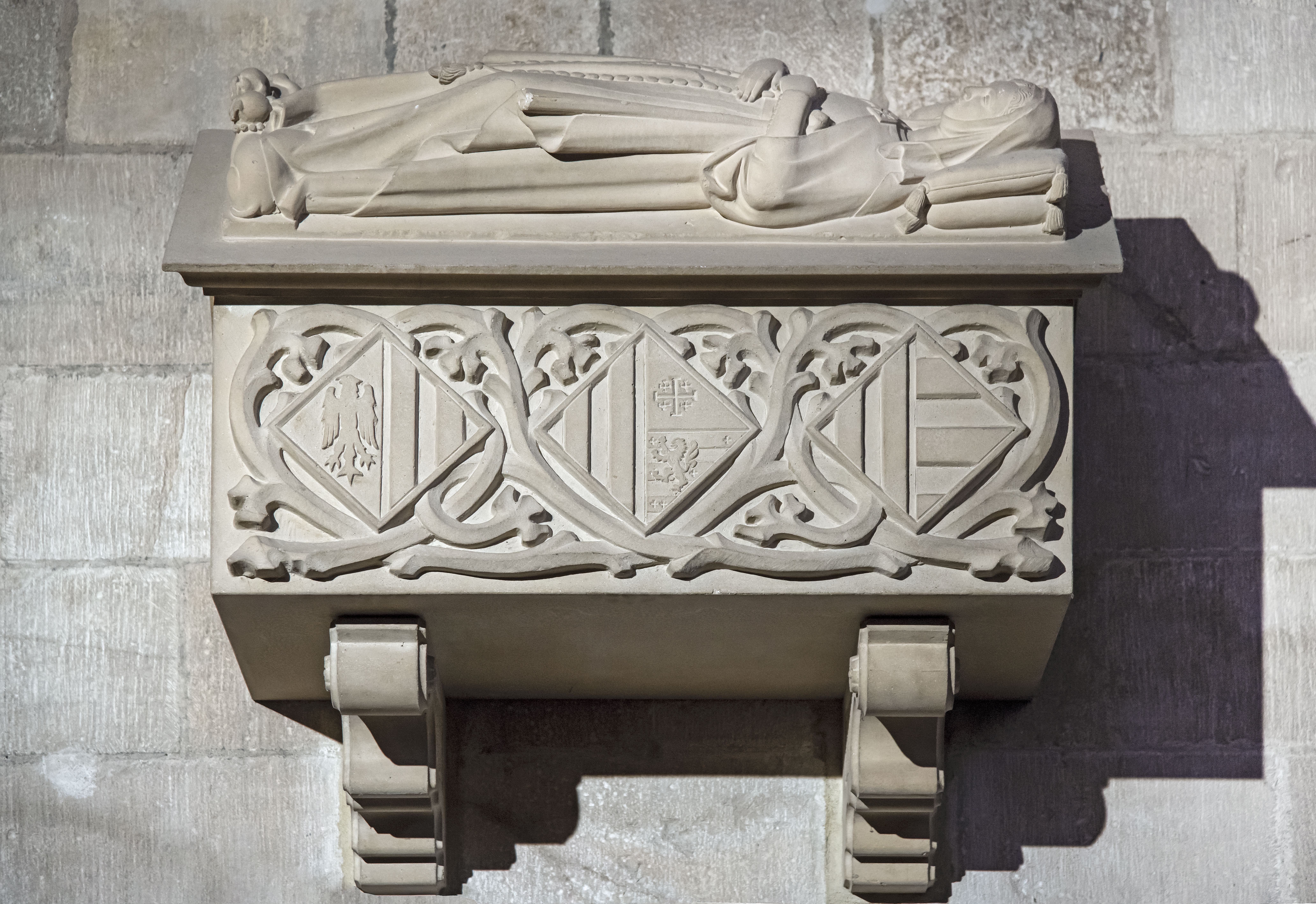
Гробница с останками королев Марии де Лузиньян, Констанции Сицилийской и Сибиллы де Фортия в соборе Барселоны

В 1318 году Мария тяжело заболела. Состояние королевы ухудшилось в марте 1319 года. Находясь в Тортосе, 2 апреля 1319 года она написала завещание. По этой причине некоторые историки полагали, что болезнь Марии была смертельной, и она скончалась в 1319 или даже 1318 году. Информация о смерти королевы в 1319 году содержится в книге «Анналы Арагонской короны» Херонимо Суриты, в которой также говорится о желании Марии быть похороненной в облачении доминиканки в церкви доминиканцев в Тортосе, что не соответствует действительности. На самом деле королева завещала похоронить её в облачении францисканцев в церкви этого ордена. Неверная дата смерти Марии указана и у некоторых современных исследователей.
Однако известны документы, свидетельствующие о том, что королева не умерла в Тортосе и была жива до сентября 1322 года. Согласно письму от 22 сентября 1322 года, которое Хайме II послал Генриху II, Мария скончалась 10 сентября 1322 года в Барселоне. Арагонский король привел точное время и обстоятельства смерти своей жены, включая получение ею последнего причастия.
Через три месяца после смерти третьей супруги, 25 декабря 1322 года Хайме II сочетался четвёртым браком, выбрав себе жену не королевского происхождения из числа своих подданных. Новая королева, Элисенда де Монкада, стала первой каталонской дворянкой на троне Арагонского королевства.
Мария была похоронена в одеянии клариссинок в церкви францисканцев в Барселоне. Информация об этом содержится во «Францисканской хронике Каталонской провинции ордена» священника Хайме Коллы и записях монаха Берарда Комесы в «Истинной книге» монастыря францисканцев в Барселоне, а также в эпитафии королеве. Останки Марии были положены посреди хоров возле главного алтаря. В XV веке их перенесли в капеллу Святого Стефана и Святой Аполлонии, которая в 1828 году была заново освящена в честь святого Сальвадора из Орты.
Каменная гробница королевы была создана Жуаном де Турне и Жаком де Франсом в 1323 году. От саркофага Марии сохранилась только надгробная скульптура королевы, которая ныне хранится в Национальном музее каталонского искусства в Барселоне. Мария была изображена в монашеском облачении с королевском венцом на голове, как и её предшественница королева Бланка.
В 1822 году церковь Святого Франциска, вместе с монастырем францисканцев, оказалась в аварийном состоянии. В 1835 году она пострадала от пожара и через два года была снесена. После обнаружения королевских гробниц в церкви официальные власти эксгумировали останки короля Альфонса II Целомудренного, королев Констанции Сицилийской, Марии Кипрской и Сибиллы де Фортия, а также инфантов. Останки королевы Марии были перенесены в собор Барселоны, где они нашли свое последнее пристанище в 1852 году.

### Книги
- Aguado Bleye P. Manual de Historia de España :  [исп.]. — Madrid : Espasa-Calpe, 1958.
- Arco y Garay R. del. Sepulcros de la Casa Real de Aragón :  [исп.]. — Madrid : Diana. Artes Gráficas, 1945. — 702 p.
- Burkiewicz Ł. Polityczna rola Królestwa Cypru w XIV wieku :  [польск.]. — Kraków : Wydawnictwo WAM Akademia Ignatianum, 2013. — 368 p. — ISBN 978-8-37-614147-3.
- Casas N. Historia y Arte en las Catedrales de España :  [исп.]. — Madrid : Bubok, 2013. — 525 p. — ISBN 978-8-46-863200-1.
- Charles-Gaffiot J. La France aux portes de l’Orient. Chypre XIIe—XVe siècle :  [фр.]. — Paris : Centre culturel du Panthéon, 1991. — 215 p. — ISBN 978-2-95-040705-4.
- Edbury P. W. The Kingdom of Cyprus and the Crusades 1191—1374 :  [англ.]. — Cambridge – New York – Melbourne : Cambridge University Press, 1991. — 241 p. — ISBN 978-0-52-145837-5.
- Gaya Nuño J. An. La arquitectura ēspañola en sus monumentos desaparecido :  [исп.]. — Madrid : Espasa-Calpe, 1961. — 461 p.
- González Antón L., Lacarra J. M. Consolidación de la corona de Aragón como potencia mediterránea. Jaime II. El segundo envite mediterráneo. La corona de Aragón se firma como potencia marítima // Historia de España Menéndez Pidal :  [исп.] / Jover Zamora J. M.. — Madrid : Espasa-Calpe, 1990. — Vol. XIII. — 660 p. — ISBN 978-8-42-394824-6.
- González Ruiz D. Breve historia de la Corona de Aragón :  [исп.]. — Madrid : Nowtilus, 2012. — 352 p. — ISBN 978-8-49-967306-6.
- Hill G. A History of Cyprus :  [англ.]. — New York : Cambridge University Press, 2010. — Vol. II. — 554 p. — ISBN 978-1-10-802063-3.
- Hill G. A History of Cyprus :  [англ.]. — New York : Cambridge University Press, 2010. — Vol. III. — 746 p. — ISBN 978-1-10-802064-0.
- Hinojosa Montalvo J. Jaime II y el esplendor de la Corona de Aragón :  [исп.]. — Donostia-San Sebastián : Nerea, 2006. — 371 p. — ISBN 978-8-48-956999-7.
- Luttrell An. The Hospitallers in Cyprus 1310—1378 // The Hospitallers of Rhodes and Their Mediterranean World 1306—1462 :  [англ.]. — Aldershot – Vermont : Ashgate Publishing Company, 1992. — P. 155—184. — 324 p. — ISBN 978-0-86-078307-7.
- Manote i Clivilles M. R., Terés i Tomàs M. R. Joan de Tournai // L’art Gòtic a Catalunya :  [исп.] / Pladevall i Font An.. — Barcelona : Enciclopèdia Catalana, 2007. — Vol. I. — P. 75—76. — 334 p. — ISBN 978-8-44-120887-2.
- Martínez Ferrando J. Er. Jaime II de Aragón: su vida familiar :  [исп.]. — Barcelona : Escuela de Estudios Medievales, 1948. — 358 p.
- McKiernan González E. Reception, Gender, and Memory. Elisenda de Montcada and Her Dual-Effigy Tomb at Santa Maria de Pedralbes // Reassessing the Roles of Women as 'Makers' of Medieval Art and Architecture :  [англ.] / Martin T.. — Leiden : Brill, 2012. — 1109 p. — ISBN 978-9-00-422827-6.
- Moxó y Montoliu F. de. La casa de Luna (1276—1348). Factor político y lazos de sangre en la ascensión de un linaje aragonés :  [исп.]. — Münster : Aschendorffsche Verlagsbuchhandlung, 1990. — 580 p. — ISBN 978-3-40-205825-1.
- O’Callaghan J. F. A History of Medieval Spain :  [англ.]. — Ithaca – London : Cornell University Press, 1975. — 728 p. — ISBN 978-0-80-149264-8.
- Pericot García L. Historia de España. Gran historia general de los pueblos hispanos :  [исп.]. — Barcelona : Instituto Gallach, 1970. — Vol. III.
- Torre Ig. de la. The Monetary Fluctuations in Philip IV's Kingdom of France and Their Relevance to the Arrest of the Templars // The Debate on the Trial of the Templars (1307—1314) :  [англ.] / Burgtorf J., Crawford P., Nicholson H. J.. — Farnham – Burlington : Ashgate Publishing, 2010. — P. 57—70. — 426 p. — ISBN 978-1-31-703630-2.
- Youngs D. The Life-Cycle in Western Europe, C.1300—1500 :  [англ.]. — Manchester – New York : Manchester University Press, 2006. — 244 p. — ISBN 978-0-71-905916-2.

### Статьи
- Burkiewicz Ł. Królestwo Cypru jako obiekt zainteresowań państw śródziemnomorskich w latach 1192-1489. Próba zarysowania problemu (пол.) // Zeszyty Naukowe Uniwersytetu Jagiellońskiego. Prace historyczne. — 2010. — Nr MCCCXII (137). — S. 26—42.
- Cabrera Sánchez M. La muerte de los miembros de la realeza hispánica medieval a través de los testimonios historiográficos (исп.) // En la España Medieval. — 2011. — No XXXIV. — P. 97—132.
- Claramunt Rodríguez S. La política matrimonial de la Casa condal de Barcelona y Aragón desde 1213 hasta Fernando el Católico (исп.) // Acta historica et archaeologica mediaevalia. — 2003. — No XXIII—XXIV. — P. 195—236.
- Giné i Torres An. M. El convent de Sant Francesc de Barcelona. Reconstrucció hipotética (исп.) // Acta historica et archaeologica mediaevalia. — 1988. — No IX. — P. 221—241.
- Rüdt-Collenberg V. H. Généalogie compilée principalement selon les registres de l'Archivio Segreto Vaticano et les manuscits de la Biblioteca Vaticana (фр.) // Επετηρίδα του Κέντρου Επιστημονικών Ερευνών. — 1980. — No X. — P. 85—319.
- Sarrablo Aguareles Eug. La Reina que vino de Oriente (María de Chipre, esposa de Jaime II, Rey de Aragón) (исп.) // Boletin de la Real Academia de la Historia. — 1961. — No CXLVIII (1). — P. 13—160.
- Udina i Martorell F. Los restos reales existentes en la Catedral de Barcelona (исп.) // Boletín de la Real Academia de Buenas Letras de Barcelona. — 1950. — No XXIII (1). — P. 49—67.